# 紫花苜蓿花叶病毒属
紫花苜蓿花叶病毒属（学名：Alfamovirus ）是雀麦花叶病毒科下的一个属。

## 下属物种
本属包括以下物种：
- 紫花苜蓿花叶病毒 Alfalfa mosaic virus